# Cyaniris gradeniga
Cyaniris gradeniga är en fjärilsart som beskrevs av Hans Fruhstorfer 1910. Cyaniris gradeniga ingår i släktet Cyaniris och familjen juvelvingar. Inga underarter finns listade i Catalogue of Life.